# Palmar de Varela
Palmar de Varela es un municipio colombiano, ubicado en el departamento del Atlántico, sobre la margen occidental de río Magdalena. Este municipio se encuentra completamente conurbado con Santo Tomás. Posee bajo su jurisdicción un centro poblado, Burruscos.

## Historia
La población fue fundada el 23 de octubre de 1762 por Catalino Varela. El lugar donde se inició el caserío era rico en una especie de palma llamada palmiche o palma real, lo que dio origen al nombre del municipio.
La zona es elevada a la categoría de municipio en 1857, segregado de Santo Tomás por gestiones adelantadas por Pedro Antonio Caballero, motivado por el desarrollo de la navegación por el río Magdalena, desarrollo en que la participación de la región le sumó importancia a la población.

## Geografía
El municipio se ubica sobre el delta del río Magdalena, en el oriente del departamento. Esto permite las actividades pesqueras y agrícolas.
Casi el 17% del área del municipio está cubierto por ciénagas, el otro 34% es área urbana.

## Economía
La principal actividad económica es la agricultura (se cultivan cítricos, maíz, yuca, entre otros) y en segundo plano la ganadería. En 2021, el municipio se posicionó como referente de la industria siderúrgica en la Región Caribe, con la apertura de la planta de la multinacional Ternium con capacidad de producir 700.000 toneladas de acero al año

## Cultura
El Municipio de Palmar de Varela, vive una gran variedad de ferias y fiestas culturales que sumergen a los habitantes de este territorio en una diversidad de fiestas tradicionales, culturales, artísticas y sociales, brindando a los pobladores oportunidades de sano disfrute cultural. Entre los eventos festivos y culturales que vive el municipio se destacan:
CARNAVAL: Celebración que inicia el primero de enero y finaliza el martes de carnaval, y comprende una amplia agenda de actividades dirigida por diferentes actores y organizaciones, las más relevantes son: Concurso de Parejas Bailadoras de Cumbia, organizado por la Corporación Palmiche Dorado; Desfile Encuentro Cultural del Caribe, organizado por la Fundación Encuentro Cultural del Caribe; Lectura de Bando y Coronación de la reina y Gran Parada Regional, liderados por la alcaldía municipal. 
SEMANA SANTA: La conmemoración de la pasión, muerte y resurección de Jesús, se vive en Palmar de Varela desde antaño, con actos religiosos como misas, vigilias, procesiones, jornadas de oración y alabanzas, a los cuales acude la comunidad de forma masiva. Es una celebración popular de carácter colectivo que integra actos de fe, gastronomía y artes  como el teatro que se refleja en la realización de diferentes escenificaciones de la pasión de cristo en colegios, vecindarios, parroquias, etc.
FIESTAS PATRONALES DE SAN JUAN BAUTISTA: Esta fiesta conmemora el nacimiento de Juan el Bautista, primo de Jesús. La figura de Juan el Bautista se considera como el cuidador, patrón y santo de los habitantes de Palmar de Varela. La celebración inicia desde el 16 de junio con la realización de las novenas por diferentes sectores del municipio, acompañadas de muestras culturales, papayera, rifas, concursos y una gran cantidad de dinámicas en las que participan la comunidad noche tras noche. El 24 de junio, se celebra a las 11am la solemnidad de a San Juan Bautista, con la participación de miembros destacados de la jerarquía de la Iglesia Católica del Atlántico y en horas de la tarde la procesión por las calles del municipio con la imagen del santo, acompañados por bandas y la comunidad. En el marco de esta celebración el fin de semana más cercano al 24 de junio la alcaldía ofrece un espectáculo musical en la plaza del municipio.
FESTIVAL RIO GRANDE DE LA MAGDALENA: Se realiza en el mes de octubre, como preámbulo a la celebración del cumpleaños del municipio. Este reúne agrupaciones de expresión danzada y musical de diferentes regiones del país con muestras propias de las diferentes culturas del territorio colombiano y en especial de las comunidades ubicadas en las riberas del río Magdalena. Esta celebración exalta la riqueza del paisaje natural y cultural en torno al río, así como las vicisitudes y las labores de los campesinos habitantes de los municipios ribereños.
FESTIVAL DEL CABALLITO DE PALO: Los caballitos de polo se han convertido en marca de Palmar de Varela, en el mes de octubre los pequeños jinetes danzan y galopan por las calles del municipio en un desfile sin igual. El protagonista de esta actividad son los caballitos de palo elaborados por los estudiantes y padres de familia de las escuelas del departamento que llegan a Palmar de Varela a vivir la fiesta de la creatividad.
En el municipio durante los últimos años se ha destacado la creación de diferentes colectivos artísticos y culturales que han permitido el posicionamiento de Palmar de Varela, en el Departamento del Atlántico, en los que destacan el áreas de danza, música, literatura y teatro. 

## Servicios públicos
- Energía Eléctrica: Air-e, del grupo EPM, es la empresa prestadora del servicio de energía eléctrica.
- Gas Natural: Gases del Caribe es la empresa distribuidora y comercializadora de gas natural en el municipio.
- Alcantarillado: Triple A es la empresa prestadora del servicio de alcantarillado.